# USS Greyhound : La Bataille de l'Atlantique
Pour les articles homonymes, voir Greyhound.
Pour plus de détails, voir Fiche technique et Distribution.
USS Greyhound : La Bataille de l'Atlantique, Greyhound : La Bataille de l'Atlantique au Québec, ou Greyhound en version originale, est un film américain réalisé par Aaron Schneider, sorti en 2020. Il s'agit d'une adaptation cinématographique du roman Bergers sur la mer (The Good Shepherd, 1955) de C. S. Forester.
Centrée sur la vie de son commandant, joué par Tom Hanks, le film raconte l'escorte par un destroyer de l'US Navy, code radio Greyhound, d'un convoi allié traversant l'Atlantique nord chassé par des U-Boot allemands.
Le film se déroule en février 1942, durant les premières semaines de l'entrée des États-Unis dans la Seconde Guerre mondiale. En pleine bataille de l'Atlantique, un convoi international de 37 navires alliés, mené par le commandant Ernest Krause de l'United States Navy, traverse le « Trou Noir » au nord de l'Atlantique, un secteur à risque hors de portée des couvertures aériennes américaines et britanniques, terrain de chasse des U-Boot. À la tête d'un destroyer de classe Fletcher, l'USS Keeling (nom de code radio Greyhound), le commandant Krause affronte ses doutes intérieurs, lui qui est envoyé pour la première fois au feu.
Initialement prévue au cinéma, la sortie du film est repoussée en raison de la pandémie de Covid-19. Il est finalement diffusé sur la plateforme de streaming Apple TV+. Il reçoit globalement de bonnes critiques.

## Synopsis

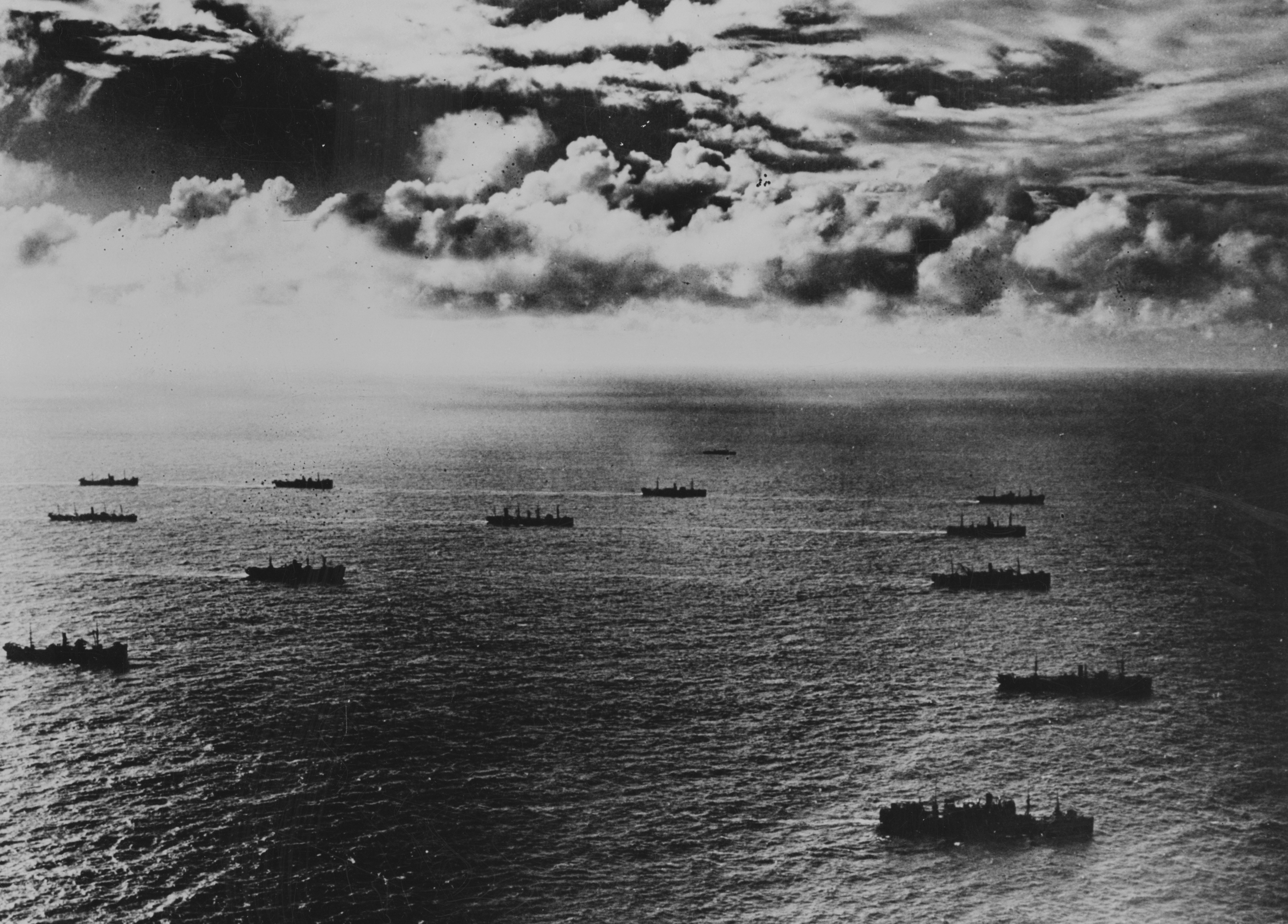
Convoi en atlantique nord vers 1942

Tout le film se déroule en mer, lors d'une traversée de l'Atlantique Nord, sauf un bref flash-back au début où l'on voit une rencontre à la période de Noël à San Francisco, peu de temps après l'attaque de Pearl Harbor et l'entrée en guerre des États-Unis, entre le commandant de l'US Navy Ernest Krause et sa compagne. Il lui demande de l'accompagner à Norfolk en Virginie, base où il vient d'être affecté pour son premier commandement, lui faisant indirectement une demande en mariage, mais elle refuse de le suivre.
Pendant la bataille de l'Atlantique, le convoi HX-25 venant du Canada, composé de trente-sept navires alliés, fait route vers Liverpool. Son escorte se compose : du destroyer de classe Fletcher USS Keeling, dont l'indicatif à la radio est « Greyhound », commandé par le commandant Krause ; le destroyer britannique de classe Tribal HMS James, indicatif radio « Harry » ; du contre-torpilleur polonais de classe Grom ORP Viktor, indicatif radio « Eagle » ; et de la corvette canadienne de classe Flower, le NCSM Dodge, indicatif radio « Dicky ».
Krause est le commandant en chef des navires d'escorte ; malgré son ancienneté et son éducation navale approfondie, il s'agit de son premier commandement en temps de guerre.
Le convoi entre dans le trou noir de l'Atlantique, zone média-atlantique où les bateaux sont hors de protection des couvertures aériennes américaine ou britannique. La radiogoniométrie du navire amiral du convoi intercepte plusieurs transmissions allemandes, indiquant la présence de sous-marins U-Boote. Le Greyhound identifie un sous-marin allemand qui se dirige vers le convoi pour l'attaquer. L'U-Boot essaie de se glisser sous le Greyhound, mais Krause manœuvre son navire au-dessus du submersible et le coule avec un largage complet de grenades anti-sous-marine.

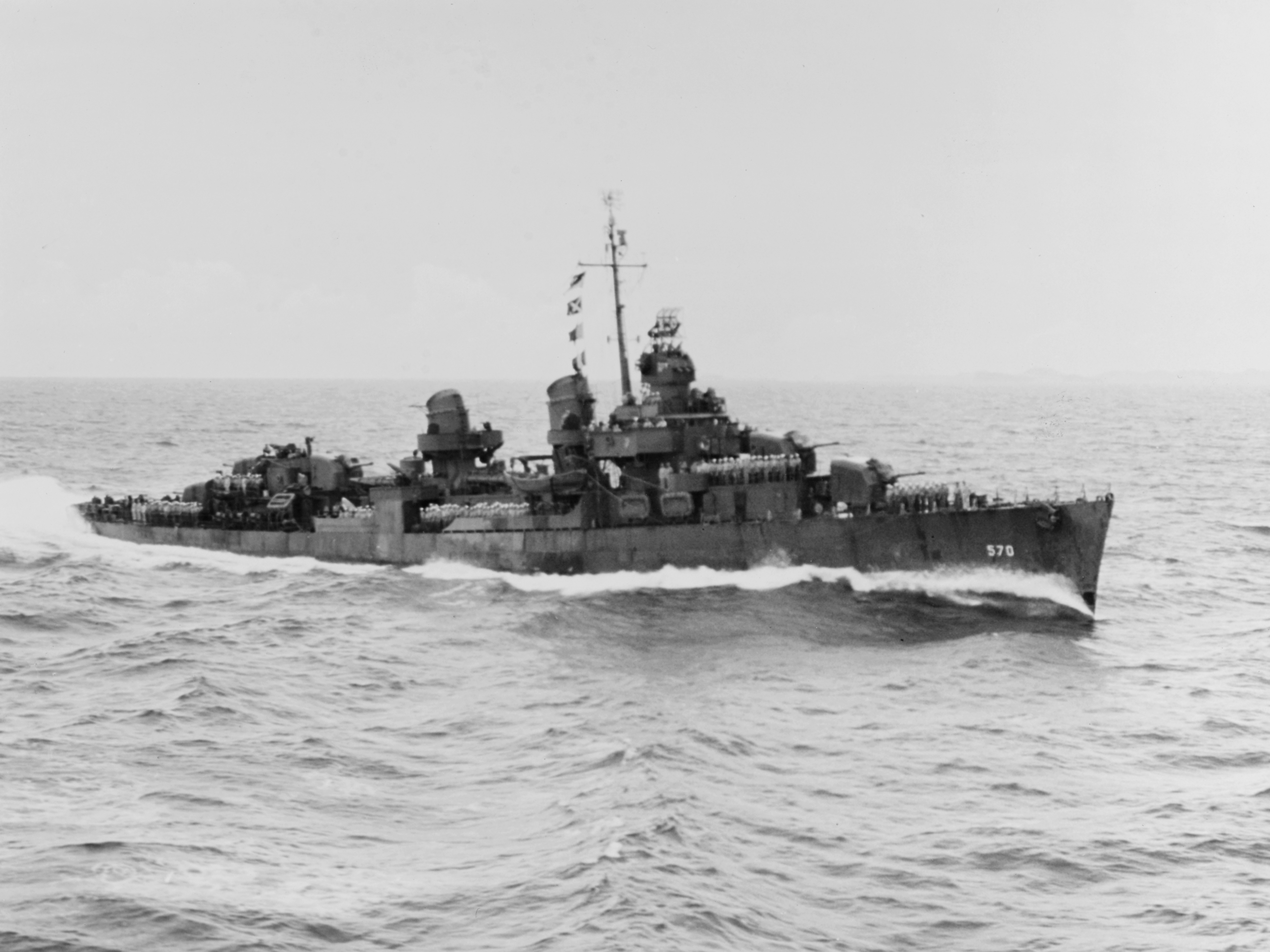
Destroyer de la classe Fletcher (DD-570) le 23 mars 1944.

La jubilation de l'équipage américain devant les restes du sous-marin ennemi est de courte durée car les marins aperçoivent bientôt des fusées de détresse à l'arrière du convoi. Un navire marchand grec, attaqué par un autre U-Boot, coule rapidement. Krause déplace le Greyhound pour l'aider, évitant les torpilles tirées contre son navire par des manœuvres prudentes. Les marins grecs survivants sont secourus et le Greyhound retourne près du convoi juste au moment où l'équipage reçoit plusieurs messages des autres navires d'escorte : une « meute de loups » composée de six sous-marins se tient hors de portée de tir du convoi ; Krause soupçonne que ceux-ci attendent la tombée de la nuit, lorsque les escorteurs n'auront aucune visibilité. L'attaque commence ce soir-là contre cinq navires marchands, torpillés et coulés. Un sous-marin torpille un pétrolier et échappe au Greyhound en utilisant un leurre sous-marin, incitant l'équipage à gaspiller la plupart de ses grenades anti-sous-marines restantes. Krause choisit de sauver les survivants du pétrolier en feu plutôt que d'aller au secours des autres navires assaillis.
Le lendemain, la meute de loups cible le Greyhound. Le commandant d'un sous-marin nargue le convoi et ses navires d'escorte par radio. Krause apprend que le Greyhound n'a plus que six grenades anti-sous-marines. Les U-Boote lancent plusieurs torpilles sous différents angles, que le Greyhound est à peine capable d'éviter. Le Greyhound et le Dicky s'associent pour couler l'un des sous-marins dans un échange de tirs de surface. Le Dicky encaisse des dommages collatéraux, mineurs en raison de la courte portée de l'engagement, et le Greyhound est touché à bâbord par le canon de pont du sous-marin, qui tue le cambusier, préposé comme maitre-d'hôtel de  Krause, George Cleveland, ainsi que deux marins. Pendant le service funèbre, l’Eagle est attaqué et coule. Krause décide de contacter l'Amirauté pour demander de l'aide mais conscient du risque d'exposer l'état de faiblesse de la flotte d'escorte si son message est intercepté par les Allemands, celui-ci se résume au simple mot  Help qui par sa concision risque moins l'interception. L'Amirauté répond en fixant un point de rendez-vous.

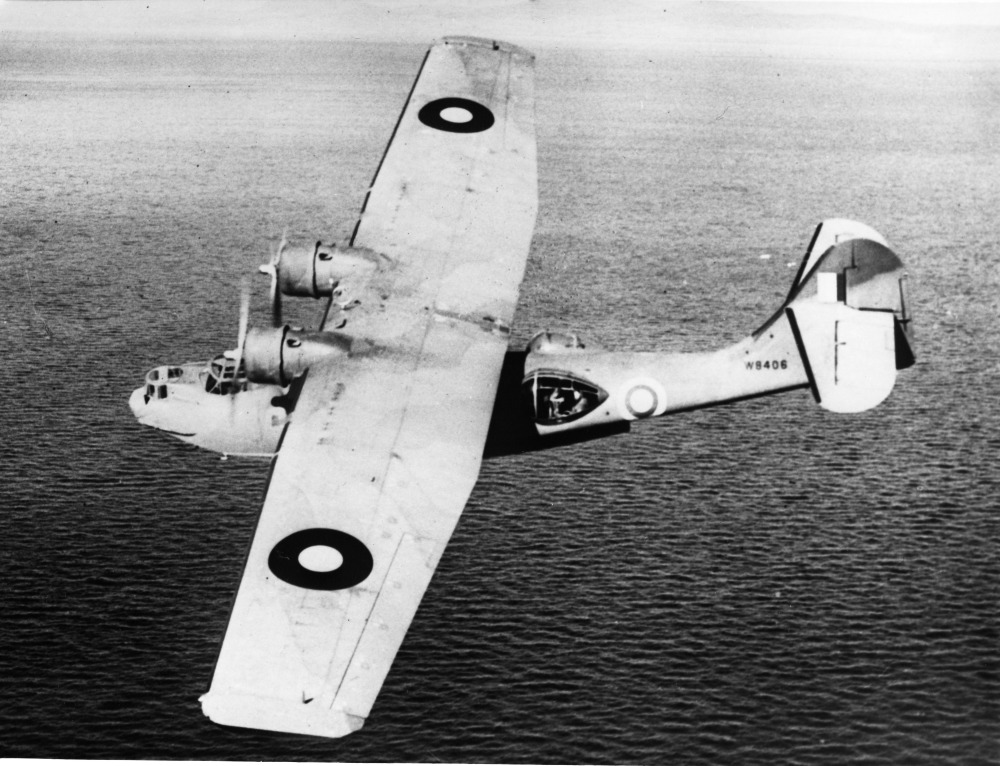
Un Consolidated PBY Catalina 209 Sqd. en janvier 1941.

Le convoi étant sur le point d'atteindre le secteur de protection aérienne, les sous-marins restants lancent l'assaut général contre les destroyers. Après de violents combats, le Greyhound coule un sous-marin d'un tir au canon. Le soutien aérien déployé par le Coastal Command survole le convoi et le Greyhound tire pour rendre visible un sous-marin, permettant à un bombardier Consolidated PBY Catalina de le couler. Le reste de la meute s'enfuit rapidement.
Tout en évaluant les dommages, Krause reçoit un contact radio du chef de l'escorte de secours, le HMS Diamond, l'informe que la relève arrive et lui demande d'abandonner avec les autres navires d'escorte le convoi pour se dérouter sur Londonderry pour réparation et ravitaillement. Krauss, qui aurait souhaité protéger le convoi jusqu'à Liverpool, obéit à contre-cœur
L'équipage reçoit un « travail bien fait » pour ses quatre victoires sous-marines. Tout en fixant le nouveau cap, le Greyhound est applaudi et salué par les hommes à bord d'un transport de troupes qu'il protégeait. Krause se retire alors dans sa cabine pour se reposer.

## Fiche technique
- Titre original : Greyhound
- Titre français : USS Greyhound : La Bataille de l'Atlantique
- Titre québécois : Greyhound : La Bataille de l'Atlantique[3]
- Réalisation : Aaron Schneider
- Scénario : Tom Hanks, d'après le roman Bergers sur la mer de C. S. Forester
- Direction artistique : Lauren Rosenbloom
- Décors : David Crank (en)
- Costumes : Julie Weiss
- Photographie : Shelly Johnson (en)
- Montage : Mark Czyzewski et Sidney Wolinsky (en)
- Son : Warren Shaw, Michael Minkler, Beau Borders (en) et David Wyman
- Musique : Blake Neely
- Production : Gary Goetzman, David Coatsworth, Aaron L. Gilbert, Sanping Han (en), Michael Jackman, Ben Nearn, Milan Popelka, Tom Rice, Aaron Ryder, Steve Shareshian et Alex Zhang

Producteurs délégués : Jason Cloth
- Sociétés de production : Columbia Pictures, Stage 6 Films, BRON, Zhengfu Pictures, FilmNation Entertainment et Playtone
- Sociétés de distribution : Apple TV+ (Monde), Columbia Pictures (États-Unis), et Sony Pictures Releasing France (France)
- Budget : 50,3 millions de dollars[4]
- Pays d'origine :  États-Unis
- Langue originale : anglais
- Format : couleur - 2.39:1
- Genre : guerre, drame
- Durée : 91 minutes
- Date de sortie :
  -  Mondial : 10 juillet 2020 (sur Apple TV+)

## Distribution
- Tom Hanks (VF : Jean-Philippe Puymartin) : le commandant Ernest Krause, USN
- Stephen Graham (VF : Laurent Maurel) : le lieutenant commandant Charlie Cole
- Rob Morgan : George Cleveland
- Elisabeth Shue (VF : Marianne Basler) : Eva Krause
- Manuel Garcia-Rulfo : Lopez
- Karl Glusman : Eppstein
- Tom Brittney (en) (VF : Jim Redler) : le lieutenant Watson
- Joseph Poliquin : Forbrick
- Devin Druid : Wallace
- Maximilian Osinski (en) : Eagle
- Jeff Adler (VF : Yannick Jaspart) : Rudel
- Grayson Russell : Signalman #1
- Michael Benz (en) (VF : Baptiste Mège) : le lieutenant Carling
- Travis Przybylski : LTJG Dawson
  - Voix additionnelles : Jean-Baptiste Anoumon

## Production

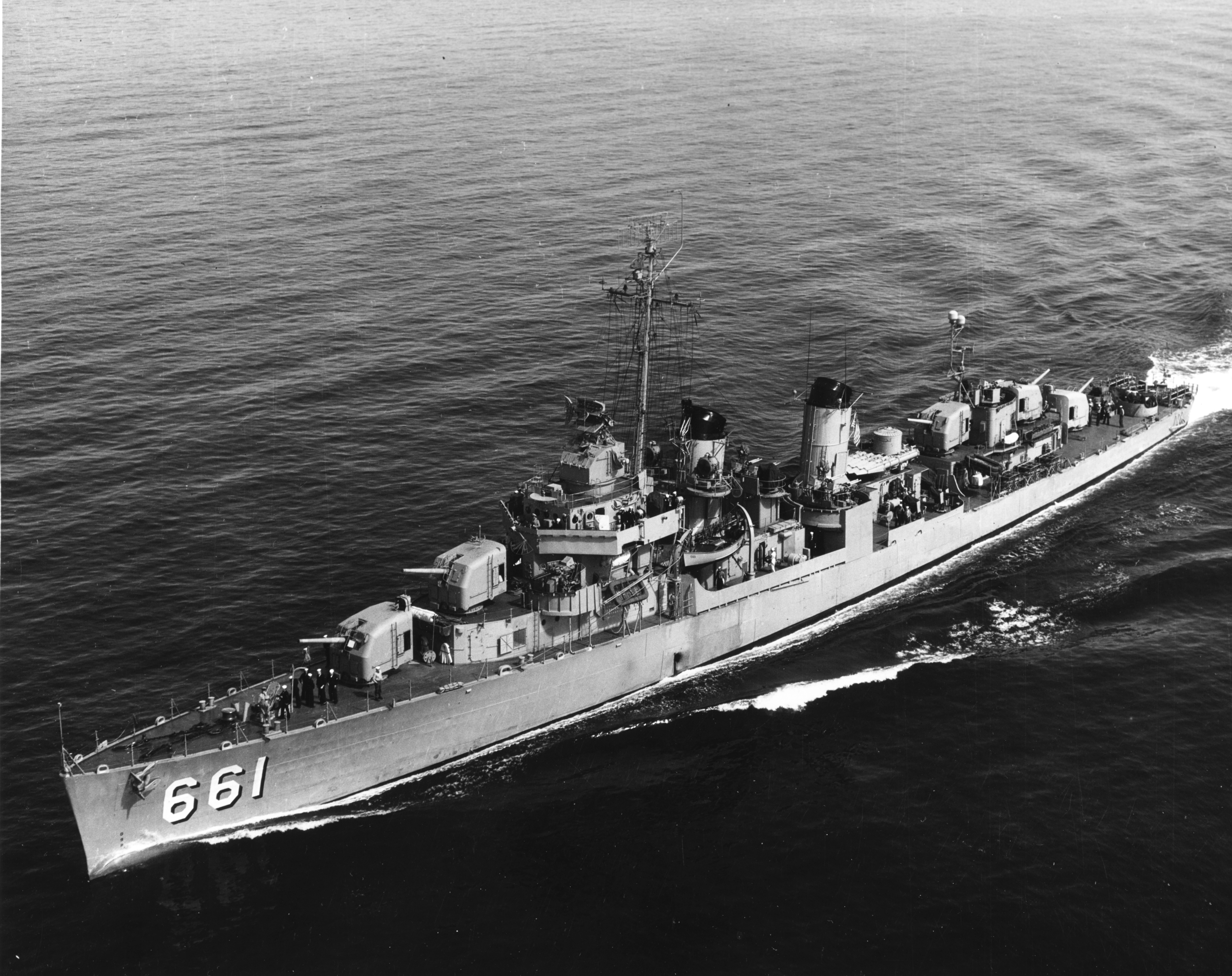
L'équipe a notamment joué à bord de l'USS Kidd (ici vers 1951).

En septembre 2016, il est annoncé que Tom Hanks va écrire un scénario à propos d'un destroyer durant la Seconde Guerre mondiale et qu'il tiendra également le rôle principal. En février 2017, Aaron Schneider est engagé comme réalisateur alors que Sony Pictures acquiert les droits de distribution.
La préproduction débute en janvier 2018 à bord du NCSM Montréal (FFH 336), une frégate de la marine royale canadienne. En mars 2018, Stephen Graham, Elisabeth Shue, Rob Morgan, Karl Glusman ou encore Manuel Garcia-Rulfo rejoignent la distribution, alors que le tournage principal débute en Louisiane,,. Il se déroule notamment à Baton Rouge, à bord de l'USS Kidd, un navire musée de la classe Fletcher anciennement de l'US Navy.

## Accueil

### Critique
Pour Nicolas Didier de Télérama « Cette précision documentaire aboutit à l’une des meilleures scènes : une pêche au U-Boot en plongée, où la nappe de fioul du submersible coulé renvoie au sang des soldats allemands. Un énième rôle de brave gars. Si Tom Hanks porte le film, il le plombe un peu aussi. »
Aurélien Allin de CinémaTeaser, estime que « La viabilité d’un tel projet nécessitait un grand metteur en scène. Or, en dehors d’une photo offrant quelques belles images et des effets visuels irréprochables, le découpage et la mise en scène d’Aaron Schneider, sans idées, peinent à raconter quoi que ce soit. »
Bien que la bande-annonce vante un film « inspiré de faits réels », seul le contexte historique et quelques détails le sont, tous les personnages et les navires étant fictifs.

## Sortie
En mars 2020, Sony Pictures annonce que la sortie américaine, initialement prévue le 12 juin 2020, est repoussée en raison de la pandémie de maladie à coronavirus.
Le 19 mai 2020, Apple rachète les droits de diffusion pour 70 millions de dollars, pour une diffusion sur Apple TV+, le 10 juillet de la même année.

## Anachronismes et erreurs
- Un marin du Greyhound évoque l'USS Kidd dans sa description des « pillenwerfer » allemands (qui existaient réellement à cette époque). Or en février 1942, ce navire n'avait pas encore été construit, le contre-amiral Kidd ayant été tué à Pearl Harbor sur le pont de l'USS Arizona seulement 2 mois avant l'action du film. L'USS Kidd sera lancé fin février 1943.
- Les PBY Catalina n'emportaient que deux grenades sous-marines et non six comme le montre le film.
- La livrée des U-Boot est fictive, les peintures décoratives, comme la tête de loup sur le kiosque d'un des U-Boots du film, étaient bien plus discrètes.
- Le convoi   porte le nom de code HX-25, ce qui correspond à une codification réelle, cependant le convoi HX-25 a en réalité effectué la traversée du 5 au 20 mars 1940, soit deux années plus tôt. Il ne comportait par ailleurs aucun navire d'escorte américain et un seul cargo a été perdu près des côtes anglaises, endommagé par un bombardier allemand et échoué par son équipage. Les convois HX de février 1942 portaient des indicatifs aux alentours de HX-180.

## Distinction

### Nomination
- Oscars 2021 : Meilleur son